# Alfred Sommer
Pour les articles homonymes, voir Alfred Sommer (médecin) et Sommer.
Alfred Sommer (1847-1917) est le fondateur de la manufacture de Mouzon en 1880. 

## De la fabrique textile de Mouzon à la manufacture de feutre de Mouzon

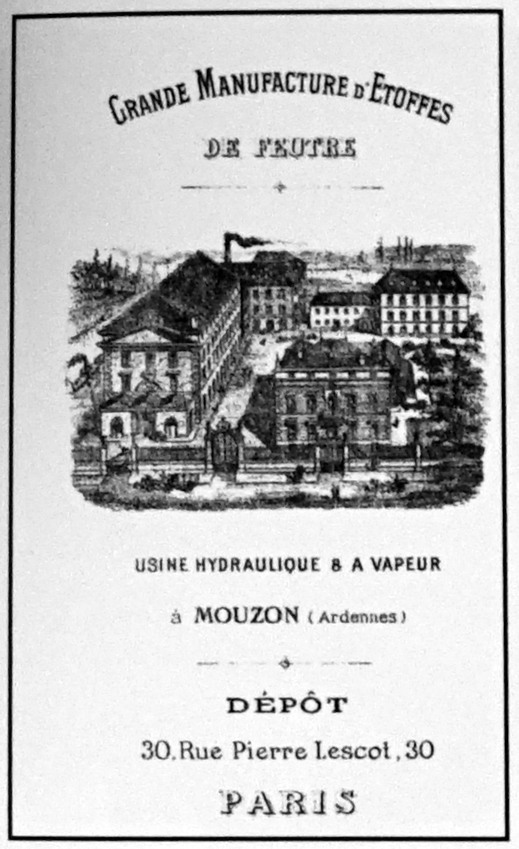
Fabrique Sommer en 1908, Musée du Feutre.

La crise économique de 1826 - 1832 eut raison de l'empire Poupart. Les créanciers, Jacques Lafitte et Cie, deviennent alors les propriétaires de la fabrique dont ils confient la direction à J.M. Berguenheuse. 
En 1860, l'ensemble passe aux mains de Henry-Hanotel. Puis Charles Camion-Marée reprend la fabrique et fait appel à Alfred Sommer, de Pierrepont, pour ses qualités de teinturier. 
En 1880, Alfred fonde la Manufacture de Mouzon, puis  achète en 1887 les bâtiments de « l'ancienne filature des Ecluses ». Il devient un des premiers fabricants d'Europe dans la branche du feutre, utilisant la force hydraulique de l'ancienne filature située au bord de la Meuse, immédiatement en aval d'un déversoir. En 1913, il fait évoluer le nom de la société, qui passe de « La Manufacture de Mouzon » à « La Manufacture de feutres de Mouzon, Etablissements Alfred Sommer». Il y associe également son fils Roger.
Le travail de la laine fait partie du savoir-faire local. Comme pour le cardé sedanais, le feutre tire parti d'une caractéristique de la laine : au microscope, une fibre de laine apparaît revêtue d'écailles. Sous l'action combinée de la chaleur, du frottement et de l'humidité, les fibres s'entremêlent et se resserrent. C'est le feutrage. 
"L’usine comprenait avant la guerre un matériel puissant capable de produire 5 000 kilos de feutre par jour, elle était actionnée par deux turbines hydrauliques de 500 chevaux et par une machine à vapeur de 1 000 chevaux",.
Cette usine est encore aujourd'hui la seule feutrerie de France.

## Fondateur d'une famille d'industriels
En 1914, quand les Ardennes et Mouzon sont envahies, la fabrique de feutre est occupée par les Allemands. Alfred est pris en otage puis déporté. Quelques jours avant l'armistice de 1918, l'usine comme la maison familiale sont totalement détruites par l'occupant. Le fondateur de la dynastie Sommer meurt des suites de sa captivité.
Alfred a un premier fils, Roger, un industriel qui relance l'usine de feutre après la guerre, en construisant également des maisons pour les ouvriers. 
Roger Sommer a trois fils : François, à l'origine du groupe Sommer-Allibert, puis Raymond qui fut un champion international de course automobile, enfin Pierre qui développa l'usine de feutre de Mouzon et fonda la fondation Adrienne-et-Pierre-Sommer.